# Regno floristico

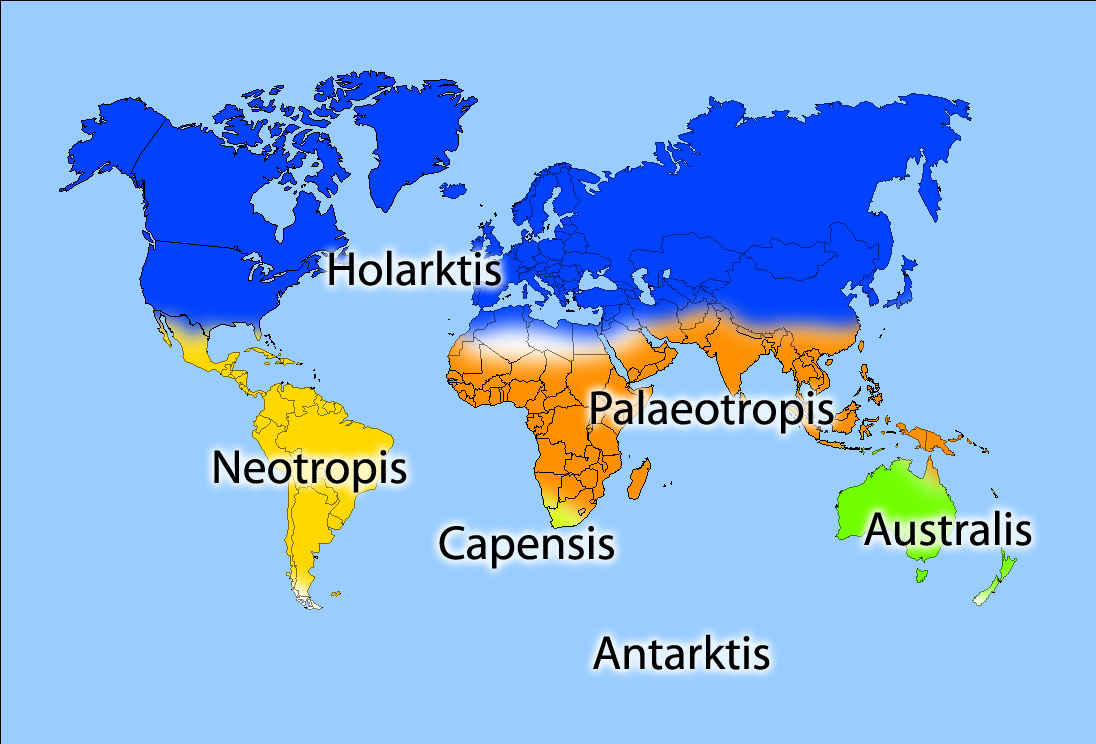
Regni floristici secondo Takhtajan

Per regno floristico (detto anche regno floreale) si intende un'area della superficie terrestre caratterizzabile da una flora relativamente omogenea, ove prevalgono determinati tipi di areali con presenza di taxa endemici e delimitata da margini con accentuate differenze floristiche appartenenti alle regioni confinanti.
Esistono diverse classificazioni dei regni floristici. Quella attualmente più diffusa è stata proposta dal botanico russo Armen Takhtajan, che ha ripreso ed ampliato un lavoro del botanico inglese Ronald Good.
La classificazione di Takhtajan prevede sei zone principali, dette appunto regni floristici, suddivisi in 35 entità più piccole dette regioni floristiche e a loro volta in 152 unità ancora più piccole dette province floristiche.
I regni floristici secondo Takhtajan sono dunque questi.
- Regno olartico: è il regno più grande. Comprende gran parte dell'emisfero settentrionale: tutta l'Europa, il Nord America fino alla zona settentrionale del Messico, la parte settentrionale dell'Africa che si affaccia sul Mediterraneo, l'Asia a nord di una linea immaginaria che va da nord dell'isola di Formosa al sud della penisola del Sinai, comprendente l'Himalaya e il Golfo Persico.
- Regno paleotropicale: è il secondo per dimensioni. Comprende l'Africa (esclusa la fascia a nord e l'estrema punta meridionale), la parte di Asia non compresa nel regno olartico (parte meridionale della penisola arabica, sud dell'Iran, regione indiana, la regione indocinese, il sud della Cina, la regione malese) e l'Oceania, esclusa l'Australia e Nuova Zelanda.
- Regno neotropicale: comprende l'America centrale, l'America meridionale, escluse le zone della Patagonia e della Terra del Fuoco, ed alcune zone dell'America settentrionale (Messico meridionale, sud della penisola della California e sud della Florida).
- Regno australiano: comprende l'Australia e l'isola di Tasmania.
- Regno sudafricano o capense: è il regno più piccolo e comprende una sola regione floristica, la regione floristica del Capo. È costituito da una fascia costiera larga dai 60 ai 150 km che si sviluppa lungo la parte meridionale del Sudafrica dalla foce dell'Olifants sulla costa atlantica a Port Elizabeth sull'Oceano Indiano.
- Regno antartico: questo regno comprende la maggior parte delle terre a sud del 40º grado di latitudine. Ne fanno parte: l'Antartico, la Patagonia, la Terra del Fuoco, la parte meridionale della Nuova Zelanda, le Isole sub-antartiche della Nuova Zelanda e le isole dell'Oceano Antartico a sud del 40º grado, comprese l'isola di Gough, le Isole Kerguelen e le Isole Falkland.

Questi regni, che coincidono quasi totalmente con le regioni faunistiche, sono spesso considerate insieme a queste, come le regioni biogeografiche. La principale differenza tra di loro è il riconoscimento, da parte dei fitogeografi, del regno sudafricano come entità a sé stante. Questo infatti, pur essendo il regno più piccolo, è distintivo per la sua ricca flora, che comprende più di 1.500 generi, il 30 per cento dei quali sono endemici dell'area.